# Brunstad Christian Church

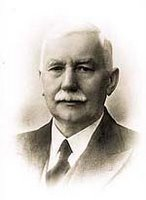
Johan Oscar Smith, Gründer der Gemeinschaft, die sich später BCC bzw. DCG nannte

Die Brunstad Christian Church (BCC, „Christliche Kirche von Brunstad“) ist eine evangelische Freikirche, die um 1900 in Vestfold (einer Provinz in Südnorwegen) entstand. Ihren heutigen Namen führt die Bewegung erst seit wenigen Jahren; in den ersten Jahrzehnten nach ihrer Gründung gab sie sich selbst keinerlei offizielle Eigenbezeichnung, so dass sich im Sprachgebrauch Fremdbezeichnungen wie Smiths Freunde (nach dem Gründer Johan Oscar Smith) oder – im deutschsprachigen Raum – Norweger-Gemeinde oder Norwegerbewegung einbürgerten, die noch heute gelegentlich benutzt werden.
Der ideell mit der BCC verbundene deutsche Zweig führt den Namen Die christliche Gemeinde (DCG).
Die Gemeinschaft hat ihren Ursprung in derselben charismatischen Tradition wie die Pfingstbewegung, unterscheidet sich jedoch von dieser in mehrfacher Hinsicht. Die Glaubensgemeinschaft ist die einzige weltweit vertretene mit Ursprung in Norwegen. Heute gehören ihr nach eigenen Angaben etwa 20.000 Personen in 65 Ländern an; in Deutschland hatte sie demnach im Jahr 2020 2650 Mitglieder, davon 850 Minderjährige.

## Theologie

### Grundlagen
Die BCC ist eine Glaubensgemeinschaft auf Grundlage des Neuen Testaments, die an die Bibel als das inspirierte Wort Gottes glaubt. Die Gemeinschaft betont, dass die Bibel die einzige Grundlage ihres Glaubens sei und sie neben der Bibel kein gleichwertiges Buch habe. Grundlegend ist der Glaube an Jesus als Sohn Gottes, den Heiligen Geist, die Vergebung der Sünden, die Taufe und das Abendmahl.
Gemäß ihrer Selbstdarstellung steht die Gemeinschaft zum apostolischen und nicäanischen Glaubensbekenntnis. In einem Buchbeitrag unterstrich der Leiter K. J. Smith darüber hinaus, dass er „in allen wesentlichen Punkten hinter dem Textmaterial Melanchthons“ stehe (gemeint ist die Confessio Augustana).
Die BCC praktiziert die Taufe von Erwachsenen mit vollständigem Untertauchen im Wasser. Daher erübrigt sich eine Konfirmation. Die meisten Ortsgemeinden halten Bibelkurse für Heranwachsende ab, die als Parallelen zum kirchlichen Konfirmandenunterricht betrachtet werden können.
Die Gemeinschaft glaubt, dass die Sündenvergebung nicht das endgültige Ziel, sondern der Anfang eines neuen Lebens für einen Christen bedeute. Die Überzeugung, dass Jesus versucht wurde, ohne jedoch zu sündigen, hat dabei eine zentrale Bedeutung (Kenosis). Dadurch dient Jesus als Vorbild und Helfer. Er weiß, wie es ist, als Mensch zu leben und einen Eigenwillen zu haben, der Gottes Willen entgegensteht. Der Heilige Geist lehrt den Gläubigen, Jesus als Jünger nachzufolgen. Im Licht von Gottes Wort erkennt dieser durch den Heiligen Geist mehr und mehr von der innewohnenden Sünde. Er erkennt, dass sein Eigenwille sich gegen Gottes Willen auflehnt. Führt der Gläubige nun trotzdem Gottes Willen aus, geschieht durch den Heiligen Geist eine Reinigung von der ihm anhaftenden Sünde. Auf diese Weise kommt es zu einem andauernden Prozess immer tieferer Erkenntnis („Licht“) und daraus resultierender Reinigung – in der Terminologie der Gemeinschaft ein „Wandel von Licht zu Licht“. Diese innere Verwandlung bezeichnet die Bibel als Heiligung, so die Auslegung.
In Kurzform zusammengefasst lassen sich die theologischen Eckpfeiler laut dem norwegischen Religionsexperten Alf Gjøsund wie folgt formulieren:
- Die Bibel ist die Autorität und Grundlage allen Handelns.

- Dadurch, dass Jesus „versucht wurde, doch ohne Sünde blieb“, kann er den Gläubigen in der Versuchung zu Hilfe kommen und sie stärken, um durch seine Kraft die Versuchung überwinden zu können.

- Das Apostolische Glaubensbekenntnis, der Glaube an den Dreieinigen Gott und die Lutherische Rechtfertigungslehre (Errettung allein durch Glauben) sind grundlegend.

- Die Verkündigung des Wortes Gottes, die Taufe und das Heilige Abendmahl sind dazu da, um Gottes Gnade zu vermitteln; sie sollen zur Bekehrung und einem neuen Leben führen; dies bedeutet Erlösung und Heil, vorausgesetzt, man nimmt diese Gaben im Glauben an.

### Positionierung innerhalb der theologischen Landschaft
Der norwegische Theologe Steinar Moe verortete in einem Aufsatz 1996 die Theologie der Gemeinschaft in der Nähe bestimmter lutherischer Ausprägungen, wie sie sich etwa bei Erik Pontoppidan d. Ä. oder auch bei Pietisten wie Philipp Jacob Spener und August Hermann Francke finden. Vermittelt über die Hauge-Bewegung in Norwegen, die für Smith eine große Rolle spielte, beeinflusste – so Moe – pietistisches Gedankengut das Lehrgebäude der Smith’schen Gemeinschaft wesentlich.
Der oben erwähnte Alf Gjøsund wies darauf hin, dass das Evangeliumsverständnis der Gemeinschaft Parallelen zur Theologie Erling Utnems, des Mitbegründers der Lausanner Bewegung, sowie Dietrich Bonhoeffers aufweist. Tatsächlich wird der von dem Letzteren geprägte Begriff von der irrtümlich bzw. missbräuchlich beanspruchten billigen Gnade („Schleuderware ohne Preis und Kosten“; „Rechtfertigung nicht des Sünders, sondern der Sünde“) in der Verkündigung der Bewegung immer wieder aufgegriffen.
Der deutsche Theologe und Kirchenhistoriker Frank Lüdke befasste sich in den 2020er Jahren eingehend mit Theologie und Ausprägung der Gemeinschaft. Auch er attestiert der BCC eine auffällige Nähe zur Theologie Dietrich Bonhoeffers, insbesondere hinsichtlich der Christologie und Soteriologie.

## Geschichte

### Entstehung

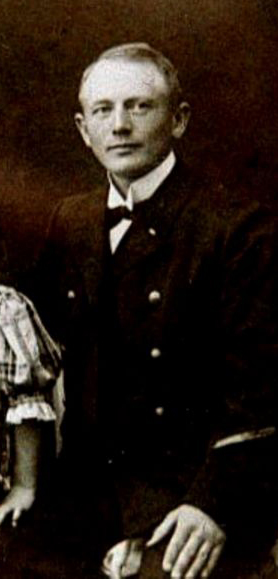
Theodor Ellefsen, einer der ersten „Smiths Freunde“ um 1900

Johan Oscar Smith (1871–1943) gilt als der Gründer der heutigen Freikirche. Er wurde in Fredrikstad (Norwegen) geboren und wuchs in einer methodistisch geprägten Familie auf. Als Fünfzehnjähriger begann er zur See zu fahren und schlug mit 17 Jahren die Laufbahn eines Maats in der norwegischen Marine ein, wo er etwa 40 Jahre lang diente.
1898, im Alter von 26 Jahren, bekehrte sich Johan Oscar Smith aufgrund eines persönlichen Bibelstudiums ohne unmittelbare Beteiligung eines anderen Menschen und erlebte zwei Jahre später eine Geistestaufe. Die Inhalte der Bibel und verschiedener Schriften, die sich mit praktisch gelebter Nachfolge Jesu befassten (darunter die Werke von Thomas von Kempen), faszinierten ihn in der Folgezeit so sehr, dass er beschloss, sein ganzes Leben daran auszurichten. Obwohl er nach seinem Selbstverständnis fest auf dem Boden der Reformation stand, stellten Konfessionsgrenzen für ihn kein Tabu dar; so fand er auch im Umfeld der katholischen Kirche Anregungen für sein Glaubensleben, etwa bei Jeanne-Marie Guyon. Wesentliche theologische Impulse erhielt er auch von Vertretern der Heiligungs-, Erweckungs- und Pfingstbewegung, nicht zuletzt durch Jessie Penn-Lewis, deren Werk Soul and Spirit er ins Norwegische übersetzte und in bearbeiteter Form in seine Zeitschrift Skjulte Skatter übernahm. In Norwegen war es u. a. der Laienprediger Hans Nielsen Hauge, mit dem Smith eine Geistesverwandtschaft empfand.
Ohne konkrete Absicht, eine neue christliche Bewegung zu gründen, sammelte Smith Interessierte um sich, denen er seine Glaubenserfahrungen nahebrachte. Die Gemeinschaft war zu diesem Zeitpunkt ein Freundeskreis bibelgläubiger Christen, die sich informell trafen und sich über ihren Glauben austauschten. Zugleich waren sie vielfach Mitglieder in anderen Gemeinschaften, z. B. der Methodistenkirche oder der Pfingstbewegung. Zu den ersten „Freunden“ zählten Theodor Ellefsen und Smiths Bruder Aksel, ein Zahnarzt.
Den nachgelassenen Briefen Smiths (s. u. Literatur) ist zu entnehmen, dass Smith aufgrund seiner Überzeugungen eine zunehmende Ausgrenzung aus den etablierten Kreisen erlebte, so dass aus den Zusammenkünften in seinem Freundeskreis allmählich eine eigenständige Bewegung erwuchs, die sich aber ganz bewusst nicht als Kirche verstand und sich selbst auch keinen Namen geben wollte. Im Volksmund galten die betreffenden Menschen einfach als „Smiths Freunde“, ein Begriff, der sich bis in jüngerer Zeit in Norwegen gehalten hat.

### Frühe Entwicklung in Norwegen

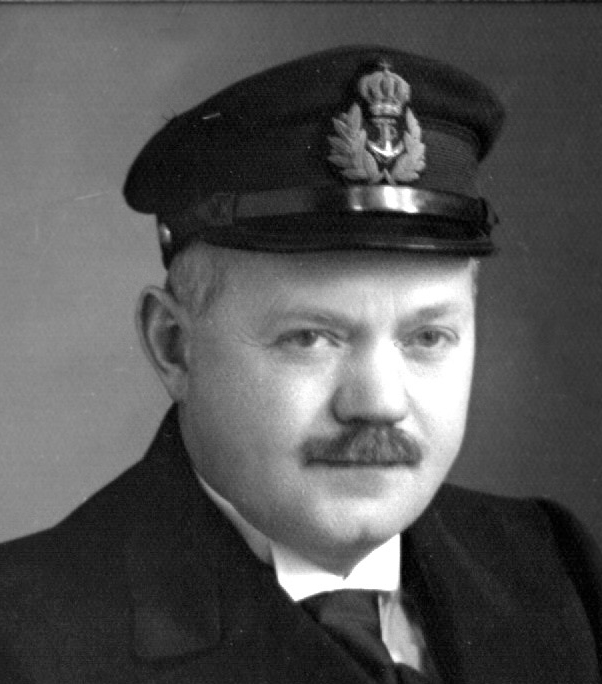
Elias Aslaksen

Unter denen, die sich für Smiths Bibelauslegungen interessierten, waren auch mehrere Kameraden aus der Marine, darunter 1908 ein junger Seekadett namens Elias Aslaksen, dessen Examensleistungen an der norwegischen Marineakademie bis ins 21. Jahrhundert unerreicht geblieben sind. Er war indes so beeindruckt von dem, was er von Smith hörte, dass er beschloss, seine schon vorgezeichnete glänzende Militärkarriere abzubrechen und sich ganz in den Dienst Gottes zu stellen. Seinen zunächst gehegten Plan, Chinamissionar zu werden, verwarf er jedoch wieder und verdiente seinen Lebensunterhalt mit verschiedenen Gelegenheitsarbeiten, u. a. als Deutschlehrer, während er seine Hauptaufgabe als eine Art Missionar im eigenen Land sah. Aslaksen wurde einer der engsten Mitarbeiter Johan O. Smiths und übernahm später, nach dessen Tod 1943, die Leitung der Bewegung.
Als wichtige Klammer für die Bewegung erwies sich die Gründung der christlichen Erbauungszeitschrift Skjulte Skatter („Verborgene Schätze“ nach dem norwegischen Wortlaut von Spr. 2,4; vgl. Elberfelder Bibel von 1871) durch die Brüder Johan Oscar und Aksel Smith im Jahr 1912. Diese Monatsschrift überstand die Zeitläufte ohne Unterbrechung und mit nahezu unverändertem Layout bis heute und wird inzwischen in 28 Sprachen herausgegeben.
Der Erste Weltkrieg war der Hauptanlass, wodurch sich die kleine lokale Bewegung auf mehrere weit verstreute Orte in Norwegen ausbreitete. Die norwegische Marine unternahm nämlich in großem Stil Patrouillenfahrten entlang der Landesküste, um die Neutralität des Landes zu sichern. Johan O. Smith – an Bord Kommandant eines Geschützturms – verkündete nun in den zahlreichen Hafenstädten, die in diesem Rahmen angelaufen wurden, sein Verständnis des Wortes Gottes, und im Laufe der Zeit bildeten Gleichgesinnte eine Reihe kleiner Gemeinden. Der als Reservist reaktivierte Elias Aslaksen war hier im gleichen Sinne beteiligt.
Johan Oscar Smith blieb bis zu seinem Tod im Jahr 1943 Leiter der Gemeinschaft. Anschließend wurde sie bis 1976 von Elias Aslaksen geleitet.

### Internationale Ausbreitung
Die ersten Gemeinden außerhalb Norwegens entstanden Anfang der 1930er Jahre in Dänemark und Schweden. 1950 zählte die damals immer noch (offiziell) namenlose Gemeinschaft knapp 1000 Mitglieder in Skandinavien.
Nachdem sich die Gemeinschaft bis dahin auf Skandinavien beschränkt hatte, kamen im Rahmen der Kriegsereignisse vereinzelte Kontakte zu Christen aus Deutschland zustande. Dies führte im weiteren Verlauf dazu, dass Vertreter der Gemeinschaft ab Mitte der 1950er Jahre als Redner zu den Allianzkonferenzen der Philadelphia-Bewegung in Leonberg eingeladen wurden. Die Initiative dazu ging seinerzeit von deren Gründer und Leiter aus, Christian Röckle (1883–1966), der der Gemeinschaft damit ein Forum zur Verkündigung ihrer Botschaften bot. Dies wiederum weckte das Interesse von Menschen mit ganz unterschiedlichen konfessionellen Hintergründen, die sich in der Folgezeit an mehreren Orten in der Bundesrepublik Deutschland und den benachbarten Ländern in Hauskreisen zusammenfanden, woraus schließlich Keimzellen neuer Gemeinden wurden. Diese Entwicklungen wurden wesentlich unterstützt von skandinavischen Vertretern der Gemeinschaft.
Regelmäßig wurden in Norwegen zentrale Glaubenskonferenzen abgehalten. Um dem wachsenden Platzbedarf angesichts der internationalen Ausbreitung gerecht zu werden, erwarb die Gemeinschaft 1956 einen aufgelassenen Bauernhof namens Nedre Brunstad Gård („Unterer Brunstad-Hof“) an einem Seitenarm des Oslofjords (heute zur Kommune Sandefjord gehörig). Nachdem – weitgehend in Eigenleistung – ein Versammlungssaal errichtet worden war, fanden seit 1957 dort regelmäßig internationale Konferenzen statt.

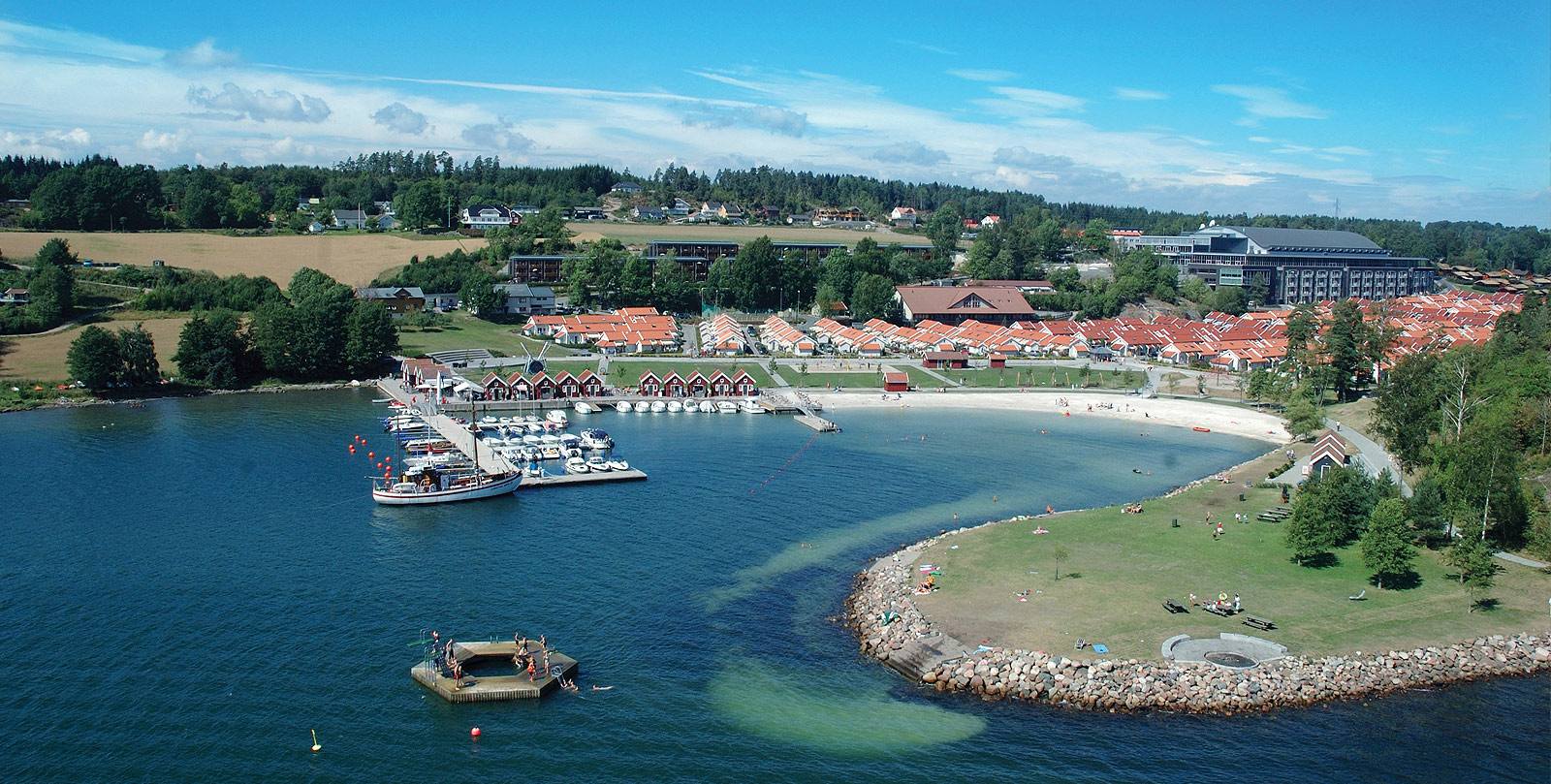
Das internationale Konferenzzentrum der Gemeinschaft, das Oslofjord Convention Center, in Melsomvik, nahe Tønsberg

In den 1960er Jahren erreichte die Bewegung die USA, und seit den 1970er Jahren entstanden Gemeinden in Kanada, Südamerika, Afrika, Australien und Asien.
Ebenfalls in den 1970er Jahren begann die Bewegung – wesentlich auf Initiative des ehemaligen Kirchendiakons Gustav Schmidt (1908–1976) und des Backnanger Unternehmers Friedrich Holzwarth (1928–2017) – von Deutschland aus eine Missions- und Wohltätigkeitsarbeit in den Staaten des damaligen Warschauer Pakts. Holzwarth gründete hierfür ein eigenes Missionswerk, „Alte Schule“, und veranlasste unter anderem die jahrelange Ausstrahlung von Radiosendungen mit geistlichem bzw. evangelistischem Inhalt. Im Gefolge dieser Arbeit wurden zahlreiche Kontakte zu Christen geknüpft, denen die freie Ausübung ihres Glaubens staatlicherseits verwehrt war, und schließlich entstanden auch hinter dem Eisernen Vorhang an mehreren Stellen kleine Gemeinden, die nach der politischen Wende 1989 einen wesentlichen Aufschwung nahmen und heute integrale Bestandteile der weltweiten Bewegung sind.

### Sigurd Bratlie im Scheinwerferlicht der internationalen Politik
Nach Aslaksens Tod übernahmen Aksel Johan Smith (1910–1998) und Sigurd Rudolf Gulbrandsen Bratlie (1905–1996; ein Cousin des Schriftstellers Trygve Gulbrandsen) die Leitung der Bewegung. Es handelte sich dabei um den Sohn und den Schwiegersohn des Gründers Johan Oscar Smith. Unter Bratlies Ägide geriet die bis dahin weitgehend unbekannte Gemeinschaft unversehens in die Aufmerksamkeit der Politik:
1978 wurde Bratlie während eines von ihm geleiteten Gottesdienstes in Bagdad gemeinsam mit weit über hundert irakischen, ägyptischen und auch europäischen Christen unter dem Vorwand illegaler religiöser Tätigkeit verhaftet. Wie sich später herausstellte, geschah dies vor dem Hintergrund des kurz zuvor abgeschlossenen ägyptisch-israelischen Friedensvertrages von Camp David. Der Initiator des Gottesdienstes, der in Bagdad forschende Kernphysiker Shabi Youssef, zugleich Mitglied der Gemeinschaft, war nämlich wegen seiner ägyptischen Staatsbürgerschaft auf eine schwarze Liste potentieller Verräter im Irak geraten.
Bratlie verbrachte 143 Tage ohne Anklage in verschiedenen Gefängnissen, unter anderem im berüchtigten Abu Ghuraib, wobei die irakischen Behörden zunächst leugneten, ihn überhaupt in Gewahrsam zu haben. Es kam zu einem monatelangen diplomatischen Tauziehen, an dem mehrere norwegische Politiker, darunter der damalige Außenminister Knut Frydenlund, Staatssekretär Thorvald Stoltenberg und der Stortingsabgeordnete Finn Kristensen beteiligt waren. Schließlich war es Yvonne Huslid (1930–1998), die belgische Ehefrau eines norwegischen Diplomaten, die über ihre Kontakte in die arabische Welt eine Vereinbarung mit Saddam Hussein, dem damaligen Chef der irakischen Geheimpolizei, zustande brachte. Nach einem offiziellen Gnadengesuch des norwegischen Königs Olav V. an den irakischen Staatspräsidenten Ahmad Hasan al-Bakr wurde Bratlie am Karfreitag, dem 11. April 1979, freigelassen.
Huslid gelang es durch ihre Geheimdiplomatie mit Saddam Hussein, schließlich auch die übrigen Gefangenen freizubekommen; viele waren schwer gefoltert worden, darunter Shabi Youssef, der an den Folgen schließlich starb.
Der Schriftsteller Kjell Arne Bratli (nicht verwandt mit Sigurd Bratlie) veröffentlichte 20 Jahre später einen Dokumentarroman über die Ereignisse mit dem Titel Oppdrag Bagdad („Auftrag Bagdad“).

### Erweckung und Krise
Anfang der 1990er Jahre gab es eine größere Erweckung innerhalb der Organisation mit z. T. charismatischen Äußerungen. Dies führte jedoch auch zu einer Krise, bei der etwa 600 Mitglieder die Gemeinschaft verließen, davon 450 in Norwegen. Einige der Aussteiger meinten, dass der Kern des Konflikts die Frage sei, wer die Leitung der Gemeinschaft in der Nachfolge Bratlies übernehmen sollte. Dieser indes bestimmte Bernt Stadven (geb. 1931) sowie Johan Oscar Smiths Enkel Kåre Johan Smith (geb. 1944) zu seinen Nachfolgern.

### Entwicklung seit den 1990er Jahren unter der Leitung von Kåre Johan Smith
Unter der Leitung von Kåre Johan Smith änderte sich sowohl das äußere Erscheinungsbild als auch die Einstellung der Gemeinschaft in Bezug auf andere Christen erheblich, allerdings ohne dass die geistliche Grundlage angetastet wurde. Smith selbst äußerte sich dazu 2020 in einem Interview mit seinem einstigen Kritiker Alf Gjøsund (s. u.), er habe den Eindruck, dass seine Vorgänger Aslaksen und Bratlie trotz ihrer unbestreitbaren Verdienste die Gemeinschaft unfreiwillig in eine Schieflage gebracht hätten. Überkommenen Regeln und Normen hätten sie ein zu großes Gewicht beigemessen; andererseits sei die mit anderen Christen gemeinsame Glaubensgrundlage, die Lutherische Rechtfertigungslehre, nicht genug betont worden.
Entsprechend wurden lange gepflegte traditionelle Regeln, z. B. hinsichtlich Haartracht und Kleidung, weitgehend eliminiert. Autoritäre Erziehungsmethoden, die auch in der Gemeinschaft angewandt worden waren, gelten seitdem als geächtet. Frauen in Führungspositionen werden nicht mehr als problematisch angesehen (der aktuelle Vorstand der Gemeinschaft wird von einer Frau, Berit Hustad Nilsen, geleitet); allerdings bleibt Frauen das Predigtamt unter Berufung auf biblische Aussagen weiterhin verwehrt.
Zugleich lässt die Gemeinschaft eine deutliche Bereitschaft erkennen, sich vermehrt für die Zusammenarbeit mit anderen christlichen Gemeinschaften zu öffnen. Dementsprechend hat sich der norwegische Teil der Gemeinschaft seit 2019 um die Aufnahme in Norges Kristne Råd (NKR, entspricht in etwa der deutschen Arbeitsgemeinschaft christlicher Kirchen, ACK) bemüht. Nach zweijährigem Beobachterstatus traf die Vollversammlung des NKR im September 2021 die Entscheidung, die Gemeinschaft als Vollmitglied aufzunehmen.

### Erpressungsskandal
In der zweiten Hälfte der 2010er Jahre wurden heftige Anschuldigungen wegen angeblicher finanzieller Unregelmäßigkeiten gegen den Leiter der BCC, K. J. Smith, und seinen engen Mitarbeiter B. A. Larsen laut, die in den norwegischen Medien umfassenden Niederschlag fanden. Ausgangspunkt waren Vorwürfe eines ehemaligen Finanzbuchhalters, der die Gemeinschaft verlassen hatte, Smith und Larsen hätten sich mit Spendengeldern selbst bereichert, und auch sonst habe es erhebliche finanzielle Unregelmäßigkeiten (insbesondere Steuerhinterziehung) bei der Gemeinschaft gegeben. Allerdings war der Insinuant, ein Niederländer, inzwischen selbst wegen Betrugsverdachts in seinem Heimatland verhaftet worden. Aus seinem Umfeld wurden ferner Behauptungen laut, die von ihm Angeschuldigten hätten sich auch schwerwiegender privater Verfehlungen schuldig gemacht. In der Folge ermittelte die norwegische Steuerfahndungsbehörde Økokrim, jedoch mit dem Ergebnis einer völligen Entlastung Smiths und Larsens von allen Verdachtsmomenten. Die Gemeinschaft strengte darüber hinaus selbst eine Untersuchung ihrer Finanzen durch zwei unabhängige Wirtschaftsprüfungsgesellschaften an, die ebenfalls keinerlei Unregelmäßigkeiten feststellen konnten. Im Gegenteil wurde nunmehr bekannt, dass Smith und Larsen die Gemeinschaft in erheblichem Umfang mit persönlichen Spenden unterstützt hatten. Auch für Verfehlungen privater Art ließ sich keinerlei Beleg finden.
Wie sich herausstellte, war der Hintergrund der (haltlosen) Anschuldigungen ein Erpressungsversuch des ehemaligen Finanzbuchhalters, der Geld der Gemeinschaft in Höhe von 8 Millionen Euro veruntreut hatte und diese Summe nun von ihr erlassen bekommen wollte, andernfalls er eine professionell organisierte Kampagne zur „Vernichtung“ der Gemeinschaft veranlassen würde, was er dann – unterstützt unter anderem von weiteren ehemaligen Mitgliedern – auch versuchte. Tatsächlich gab es diesbezüglich eine vertragliche Vereinbarung mit der israelischen Psy-Group, die 2016 auch den Wahlkampf von Donald Trump unterstützt hatte. Der ehemalige Buchhalter gab schließlich zu, gelogen und in erheblichem Umfang Urkundenfälschung (u. a. von E-Mails, die er in die Presse lanciert hatte) betrieben zu haben. Am 21. April 2022 wurde er vom Gericht (rechtbank) Gelderland zu 30 Monaten Haft ohne Bewährung sowie einer Geldstrafe von 150.000 Euro wegen Fälschung, Betrugs, Untreue und Geldwäsche zu Lasten der Gemeinschaft verurteilt, nachdem er bereits zuvor den Großteil des veruntreuten Geldes an die Gemeinschaft zurückgezahlt hatte. Im Juni 2022 wurde ein weiterer Niederländer ebenfalls zu einer Gefängnisstrafe wegen versuchter Erpressung der Gemeinschaft verurteilt.
Im Nachgang kritisierten namhafte – nicht der Gemeinschaft zugehörige – Persönlichkeiten, unter ihnen der international bekannte Wirtschaftswissenschaftler Ola Grytten, der frühere Aftenposten- und Time-Korrespondent sowie NATO-Sprecher Dag Christensen und der Steuerrechtler Ole Gjems-Onstad, nachdrücklich das Gebaren insbesondere des staatlichen norwegischen Fernsehsenders NRK, der die Behauptungen der Betrüger wider besseres Wissens so dargestellt habe, dass man sie für bewiesene Tatsachen halten konnte; dadurch sei die Gemeinschaft unverschuldet in ein schlechtes Licht gerückt worden.

## Gemeindeleben

### Gottesdienste und Aktivitäten
In den Ortsgemeinden der BCC gibt es regelmäßig allgemeine Gottesdienste. Sie sind charakterisiert durch Impulsvorträge und die Möglichkeit zu persönlichen spontanen Beiträgen der Gemeindemitglieder in Form von Ansprachen, Zeugnissen, Gesang und Gebet.
Das geistliche, sportliche, künstlerische und kulturelle Angebot für Kinder und Jugendliche hat sich bei der BCC seit den 1990er Jahren sichtbar entwickelt. Heute gibt es regelmäßig eigene Gottesdienste für unterschiedliche Zielgruppen und darüber hinaus Konferenzen, Freizeiten und Angebote in den Bereichen Sport, Musik, Medien und Kunst.
Nicht zuletzt vor diesem Hintergrund besteht eine Tendenz zu eher weiter auseinanderliegenden, dafür aber gut ausgestatteten Gemeindezentren mit umfangreichen Freizeit- und Sportmöglichkeiten. Ihnen allen gemeinsam ist, dass sie nicht den Charakter von Sakralbauten aufweisen.

### Internationale Konferenzen in Brunstad
Mehrmals jährlich finden in Brunstad in Südnorwegen internationale Glaubenskonferenzen statt. Das 1956 von der Gemeinschaft erworbene und mehrfach erweiterte Gelände wurde inzwischen zu einem großen Hotelkomplex mit umfangreichen Sportanlagen, Badestrand und modernen Kommunikationsmöglichkeiten ausgebaut. Zentral gelegen ist eine Versammlungshalle für etwa 6800 Menschen. In den 2020er Jahren wurde der gesamte Komplex unter dem Namen Oslofjord Convention Center (OCC) in eine eigenständige, kommerziell tätige Stiftung überführt, die ihn für die unterschiedlichsten Veranstaltungen vermietet; auch die BCC tritt hier jeweils als Mieter für ihre Veranstaltungen auf.

### Medien
Bereits seit 1912 existiert eine Erbauungszeitschrift, das Monatsblatt namens Skjulte Skatter (Verborgene Schätze), das seitdem ununterbrochen herausgegeben wurde. Hierfür gibt es einen eigenen Verlag (Skjulte Skatters Forlag), der darüber hinaus die in der Gemeinschaft entstandenen Literaturerzeugnisse und auch vereinzelt die externer Autoren wie Kjell Arne Bratli herausgibt.
Eine wesentliche Rolle spielt die Nutzung moderner Medien. Erklärter Zweck ist dabei nicht nur die Erbauung von Christen, sondern auch digitale Missionsarbeit. So verfügt die Gemeinschaft über mehrere Internetseiten, worüber sie ihre Glaubensinhalte, aber auch Informationen über Gemeindeveranstaltungen usw. verbreitet. Zeitweilig gab es einen eigenen satelittengestützten Fernsehkanal, der jedoch inzwischen durch ein entsprechendes Internetangebot ersetzt worden ist. Hierfür zuständig ist BCC Media.
Ein Ableger von BCC Media ist Bible X, ein professionelles Studio für die Entwicklung von Computerspielen mit biblischem Hintergrund. Bible X steht z. B. hinter dem Spiel Gate Zero, welches im Heiligen Land zur Zeit Jesu spielt und dessen Release für das 2. Quartal 2025 erwartet wird.

### Organisation
Verantwortlich für eventuelles Eigentum einer Ortsgemeinde ist der jeweilige Vereinsvorstand. Die geistliche Leitung wird von einem oder mehreren Gemeindevorstehern wahrgenommen; in der Regel handelt es sich um Laienprediger, die auch einem zivilen Beruf nachgehen.
In Deutschland tritt die DCG innerhalb eines gemeinnützigen Dachverbandes auf, der laut Satzung „untrennbar mit der Christlichen Gemeinde Brunstad in Stokke/Norwegen verbunden ist“. Der Vorstand besteht aktuell aus fünf Mitgliedern.

### Finanzierung
Die finanziellen Mittel werden überwiegend durch Spenden und Beiträge erbracht. Zusätzlich gibt es immer wieder Aktionen, um weitere Spenden zu akquirieren.

### Ehe und Familie
Kinder werden als Geschenk Gottes angesehen, es gibt viele Familien mit mehreren Kindern und viele Frauen ziehen das Familienleben einer beruflichen Karriere vor. Allerdings gibt es diesbezüglich keine dogmatischen Vorgaben; Angelegenheiten von Ehe und Familie gelten als Privatsache.

### Soziales, gesellschaftliches und ökumenisches Engagement
Wenngleich unter den Mitgliedern eine große Hilfsbereitschaft untereinander und die Teilnahme an wohltätigen Projekten zu finden ist, so unterhält die BCC keine institutionellen sozialdiakonischen Aktivitäten. Auch hinsichtlich gesellschaftlicher oder politischer Fragen übt die „offizielle“ BCC Zurückhaltung.
Nach jahrzehntelanger weitgehender Isolation gegenüber anderen christlichen Gruppen ist seit mehreren Jahren ein Öffnungsprozess und ein Interesse an ökumenischer Zusammenarbeit zu beobachten. Ausdruck dessen ist unter anderem die Aufnahme in die norwegische Ökumeneorganisation NKR (siehe oben). Auch in Deutschland sind entsprechende Prozesse im Gange, so z. B. die Mitarbeit der Ortsgemeinde Backnang-Maubach in der örtlichen Arbeitsgemeinschaft christlicher Kirchen (ACK) seit 2023.
Der Theologe Frank Lüdke resümierte in einem 2023 erschienen Zeitschriftenaufsatz im Hinblick auf die aktuelle Entwicklung: „Insgesamt bietet die gegenwärtige Entwicklung sowohl für die BCC selbst als auch für die Ökumene viele Chancen. [...] Es wäre von daher wünschenswert, wenn das Begonnene von allen Seiten mit gegenseitigem Vertrauen, Offenheit und Transparenz weiter vorangebracht würde.“
Der Verband DCG Deutschland e. V. ist Teil des Netzwerks der Evangelischen Allianz Deutschland.

## Kritik
Insbesondere frühere Mitglieder machten durch kritische Aussprüche über die Gemeinschaft auf sich aufmerksam.
Zwei norwegische Hauptkritiker, die auch ins öffentliche Rampenlicht traten, waren Johan Velten und Alf Gjøsund. Velten, der bereits 1971 aus der Gemeinschaft austrat, verarbeitete seine Eindrücke zunächst 1992 in einer kleinen, im Selbstverlag herausgegebenen Schrift, die er 2002 zu einem größeren Buch mit dem Titel Ansatt av Gud: et kritisk søkelys på Smiths venner („Von Gott angestellt: ein kritischer Scheinwerfer auf Smiths Freunde“) erweiterte. 2017 veröffentlichte er ein weiteres Buch, seine Familienchronik Spor („Spuren“), in der er Kåre J. Smith vorwirft, die Wertegrundlage der Glaubensgemeinschaft „ausradiert“ zu haben. Im selben Jahr trat Velten auch – im Kielwasser des gegen die Gemeinschaft gerichteten Erpressungsversuchs (s. o.) – an die Öffentlichkeit mit Vorwürfen gegen leitende Personen der Gemeinschaft, sie hätten sich der Selbstbereicherung mit Spendengeldern sowie schwerer privater Verfehlungen schuldig gemacht. Allerdings blieb er die Beweise schuldig, und behördliche Ermittlungen endeten mit der vollständigen Entlastung der Betreffenden.
Gjøsund, der die Gemeinschaft Anfang der 1990er Jahre verließ, stellte sich zunächst klar hinter Velten. Als Religionsredakteur bei der größten norwegischen christlichen Zeitschrift Vårt Land („Unser Land“) veröffentlichte auch Gjøsund 2004 ein Buch, in dem er sich kritisch mit der Gemeinschaft auseinandersetzte (s. u. Literatur). Seine Vorwürfe bezogen sich insbesondere auf die (damals noch) konservativen Regeln für Kleidung und Haartracht, ein überkommenes Frauenbild, autoritäre Erziehungsprinzipien und auf Arroganz beruhende gesellschaftliche sowie geistliche Selbstisolation. Allerdings beobachtete er in der Folgezeit die Entwicklung der Gemeinschaft aufmerksam und registrierte – diametral entgegengesetzt zu dem vorher von ihm so geschätzten Velten – positive Veränderungen, die er als Wunder („mirakel“) etikettierte und die ihn schließlich dazu bewogen, aus der Phalanx der Kritiker auszuscheren. 2017 schrieb Gjøsund von einer „stillen Revolution“ in den letzten Jahrzehnten, in der die wesentlichen Kritikpunkte ausgeräumt worden seien. Umgekehrt warf er nunmehr anderen Kritikern Ignoranz in Bezug auf die Veränderungen in der Gemeinschaft vor und forderte in einem Leitartikel mehr Respekt davor ein. In der Folge unterstützte Gjøsund nachdrücklich die Bemühungen der Gemeinschaft, Mitglied im NKR zu werden (s. o.), und warnte scharf vor den Konsequenzen im Falle einer Ablehnung.
Friedrich Griess, ein pensionierter Zivilingenieur aus Österreich, dessen Tochter sich der Gemeinschaft anschloss, berichtete ebenfalls jahrelang kritisch über die Gemeinschaft. Allerdings erntete er nach Angaben des Forums Religionsfreiheit Europa (FOREF) „massive Kritik an seinem Mangel an Objektivität und seinen demagogischen Eskapaden“, so dass er sich nach zahlreichen Gerichtsurteilen gegen ihn schließlich aus der österreichischen Öffentlichkeit zurückzog.

### Offizielle Websites
- Offizielle Website von Brunstad Christian Church (englisch und norwegisch)
- Offizielle Website der DCG Deutschland
- Offizielle Website der Christlichen Gemeinde Österreich (Website im Wartungsmodus)
- Aktives Christentum